# 蒂布尔蒂尼山站
蒂布爾蒂尼山站（義大利語：Monti Tiburtini）是羅馬地鐵的一個車站。蒂布爾蒂尼山站位於蒂布爾蒂尼山的附近，是一個地下車站，開通於1990年12月8日。蒂布爾蒂尼山站是羅馬地鐵B線的車站。

## 外部連結
- http://www.atac.roma.it/index.asp?p=1&i=56&o=0&a=4&tpg=9&NUM=MBA&st=90045 （页面存档备份，存于）